# Hugh Fisher
Hugh Fisher (Hamilton, 1 de octubre de 1955) es un deportista canadiense que compitió en piragüismo en la modalidad de aguas tranquilas.
Participó en los Juegos Olímpicos de Montreal 1976, Los Ángeles 1984 y Seúl 1988, obteniendo una medalla de oro y otra de bronce en la edición de Los Ángeles 1984. Ganó dos medallas en el Campeonato Mundial de Piragüismo en los años 1982 y 1983.

## Palmarés internacional
| Juegos Olímpicos   | Juegos Olímpicos             | Juegos Olímpicos  | Juegos Olímpicos |
| Año                | Lugar                        | Medalla           | Evento           |
| ------------------ | ---------------------------- | ----------------- | ---------------- |
| 1984               | Los Ángeles (Estados Unidos) | Medalla de bronce | K2 500 m         |
| 1984               | Los Ángeles (Estados Unidos) | Medalla de oro    | K2 1000 m        |
| Campeonato Mundial |                              |                   |                  |
| Año                | Lugar                        | Medalla           | Evento           |
| 1982               | Belgrado (Yugoslavia)        | Medalla de plata  | K2 1000 m        |
| 1983               | Tampere (Finlandia)          | Medalla de bronce | K2 500 m         |